# Invasion of the Pod People
Invasion of the Pod People é um filme estadunidense de 2007, do gênero ficção científica, dirigido por Justin Jones.

## Enredo
Melisa, uma bela modelo cercada de amigos e trabalhando em uma agência de modelos, repentinamente vê seu mundo mudar. As pessoas a sua volta começam a ter comportamentos estranhos e, muitas vezes exatamente opostos ao habitual. Sua chefe, uma megera que ela detesta, se torna uma pessoa cordial e amistosa. Suas amigas, ao contrário, tornam-se agressívas. Logo ela passa a suspeitar da influência de alienígenas que estariam controlando as pessoas como parte de um plano de dominação. Ela também desconfia de estranhas plantas que começaram a ser entregues a todos como presentes. Decide então deter os aliens e libertar as pessoas das estranhas influências que as plantas exercem.

## Elenco
| Nome                 | Personagem         |
| -------------------- | ------------------ |
| Erica Roby           | Melissa            |
| Jessica Bork         | Samantha           |
| Sarah Lieving        | Louise             |
| Danae Nason          | Billie             |
| Shaley Scott         | Taylor             |
| Michael Tower        | Vickland           |
| David Shick          | Andrew             |
| Amanda Ward          | Casey              |
| Marat Glazer         | Detetive Alexander |
| Lorraine Smith       | Bailey             |
| Teri Thompson        | Gianna             |
| Kristen Quintrall    | Alyssa             |
| Troy S. Ferre        | Extra              |
| Michael Pillon       | Extra              |
| Andy Schmitt         | Extra              |
| David Peterson       | Extra              |
| Katie Dannett        | Extra              |
| Josh Hortnett        | Extra              |
| Chad Hanna           | Extra              |
| Sanny Hamen          | Extra              |
| Mark Myilal          | Extra              |
| Kimberly Yanez       | Extra              |
| Andrew Michael-Smith | Extra              |
| David Gordon         | Extra              |
| J. Daniel Shaffer    | Extra              |
| Dennis Kinard        | Extra              |